# Piero Bassetti
Piero Bassetti (Milano, 20 dicembre 1928) è un politico, imprenditore ed ex velocista italiano.
Personaggio chiave della Bassetti, è sposato con Carla Bonomi ed ha cinque figli.
Si è laureato in Economia e Commercio all'Università commerciale Luigi Bocconi, ha studiato negli Stati Uniti presso l'Università Cornell e nel Regno Unito presso la London School of Economics.

## Carriera politica
Imprenditore proveniente da una famiglia borghese, Bassetti è appartenuto all'area cattolico-sociale della Democrazia Cristiana, a cui si iscrisse nel 1947. È stato consigliere e assessore al bilancio del comune di Milano dal 1956 al 1970. Nelle prime elezioni regionali del 1970 è stato eletto primo Presidente della Regione Lombardia, dal 1970 al 1974, a capo di una giunta composta da DC, Partito Socialista, PSDI, e Partito Repubblicano.
Una nuova giunta da lui presieduta e composta da membri degli stessi partiti si insediò un anno dopo la prima elezione. Nel 1971 venne approvato, sotto la sua presidenza, il primo Statuto della Regione. Deputato al Parlamento dal 1976 al 1982 (VII e VIII legislatura), si dimette per assumere l'incarico di Presidente della Camera di Commercio di Milano.

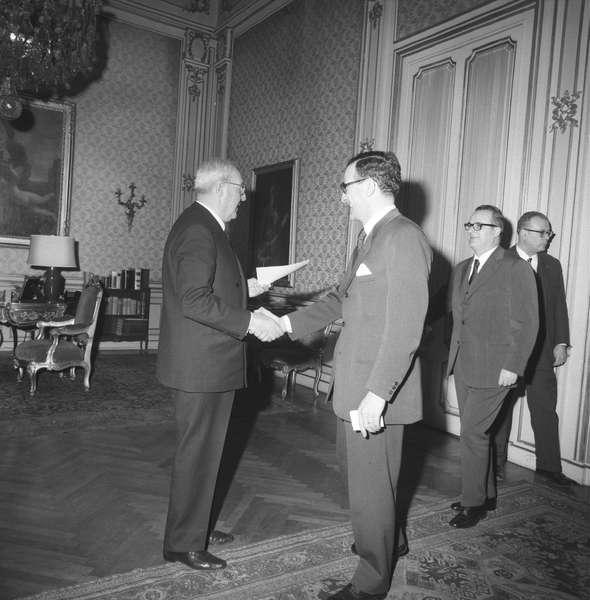
Piero Bassetti con il Presidente della Repubblica Giuseppe Saragat nel 1971.

Alle elezioni amministrative del 1993 è stato candidato a sindaco di Milano con l'appoggio di DC, PSDI, "Federalismo" e "Con le donne per Milano" senza riuscire ad arrivare al ballottaggio, poi vinto dal leghista Marco Formentini. Da candidato sindaco sconfitto rimase in consiglio comunale fino al 1997.
Nel 2009 commentò le elezioni amministrative della provincia di Milano, prevedendo una rimonta di Filippo Penati (PD) sul favorito Guido Podestà (PdL) che non aveva sfondato sebbene appoggiato dalla Lega Nord: «al fondo dello spirito di Milano c'è un'allergia per fenomeni di carenza di stile. La Lega, che pur considero interessante, vigorosa, vera, non risponde a questi canoni di gusto: il suo discorso è un po' troppo rozzo per una città sofisticata come la nostra». Poi vinse Podestà ma con uno scarto minimo.
Nel 2011 fonda il "gruppo di iniziativa per il 51%", un comitato formato da 51 personalità note a Milano e con l'obiettivo di ottenere la percentuale auspicata, e al ballottaggio superata, per vincere le elezioni amministrative per il Comune di Milano (il 51% appunto): un movimento di ideali ed opinioni moderate, composto da ex politici ed esponenti della società civile, per uscire dalla logica del berlusconismo e dall'involuzione della città nell'ultimo quinquennio, esprimendo una preferenza estremamente convinta in Giuliano Pisapia.

## Altri incarichi
Negli anni 60 fece parte del comitato scientifico dell'Istituto lombardo di studi economici e sociali.
Nel 1982 si dimise da deputato, poco dopo la rielezione, per assumere l'incarico di Presidente della Camera di Commercio Industria e Agricoltura di Milano. Nel 1997 venne sostituito, dopo 15 anni di direzione, da Carlo Sangalli per garantire l'alternanza fra un rappresentante dell'industria ed uno del commercio. 
Da Presidente della Camera di commercio, Bassetti si impegnò per la riforma del sistema camerale, contribuendo alla scrittura della legge di riordino delle Camere di commercio, l. 580/1993, e avviò la creazione di una rete istituzionale capace di mettere la Camera di commercio in relazione con Enti pubblici nazionali ed internazionali, sopperendo alla perdita di centralità subita dallo Stato negli anni Ottanta. Dal 1983 al 1992 era stato contemporaneamente Presidente dell'Unione delle Camere di Commercio Italiane (Unioncamere).
Poi, dal 1993 al 1999, è stato Presidente dell'Associazione delle Camere di Commercio Italiane all'estero (CCIE). È stato membro della V consiliatura del CNEL (1989-1995) in qualità di esperto, nominato dal Presidente del Consiglio dei Ministri.
Dal 1999 al 2003 è stato Presidente di Assoconsulenza, organizzazione autoregolamentata di categoria dei Consulenti di Investimento.

## Carriera sportiva
Nel 1948 ha partecipato alle Olimpiadi di Londra come riserva della staffetta 4x100 arrivata terza in finale con 41" e 5/10 (Michele Tito - Enrico Perrucconi - Carlo Monti - Antonio Siddi).

## Vita privata
Nel 1958 fu uno dei soci fondatori del Rotary Milano Nord.
Nel 1959 pubblica, insieme a Giacomo Corna Pellegrini, un libro politico-umoristico, illustrato da Giuseppe Valieri, riguardante i modi attraverso i quali viene esercitato il potere poco prima dell'alba degli anni sessanta. 
È appassionato di nuove tecnologie; nel 1998 ha ricevuto come regalo di compleanno un sito internet, oggi non più attivo. Nel 1997 fonda Globus et Locus, un osservatorio politico sulla glocalizzazione e gli italiani nel mondo. Nel 1994 nasce la Fondazione Giannino Bassetti di cui è Presidente.
Citazione: "Fatte le regioni, ora bisogna fare il regionalismo".
È padre di Ottavia, Andrea, Alessandro e Felicio Bassetti.